# Billy the Kid (histórias em quadrinhos)

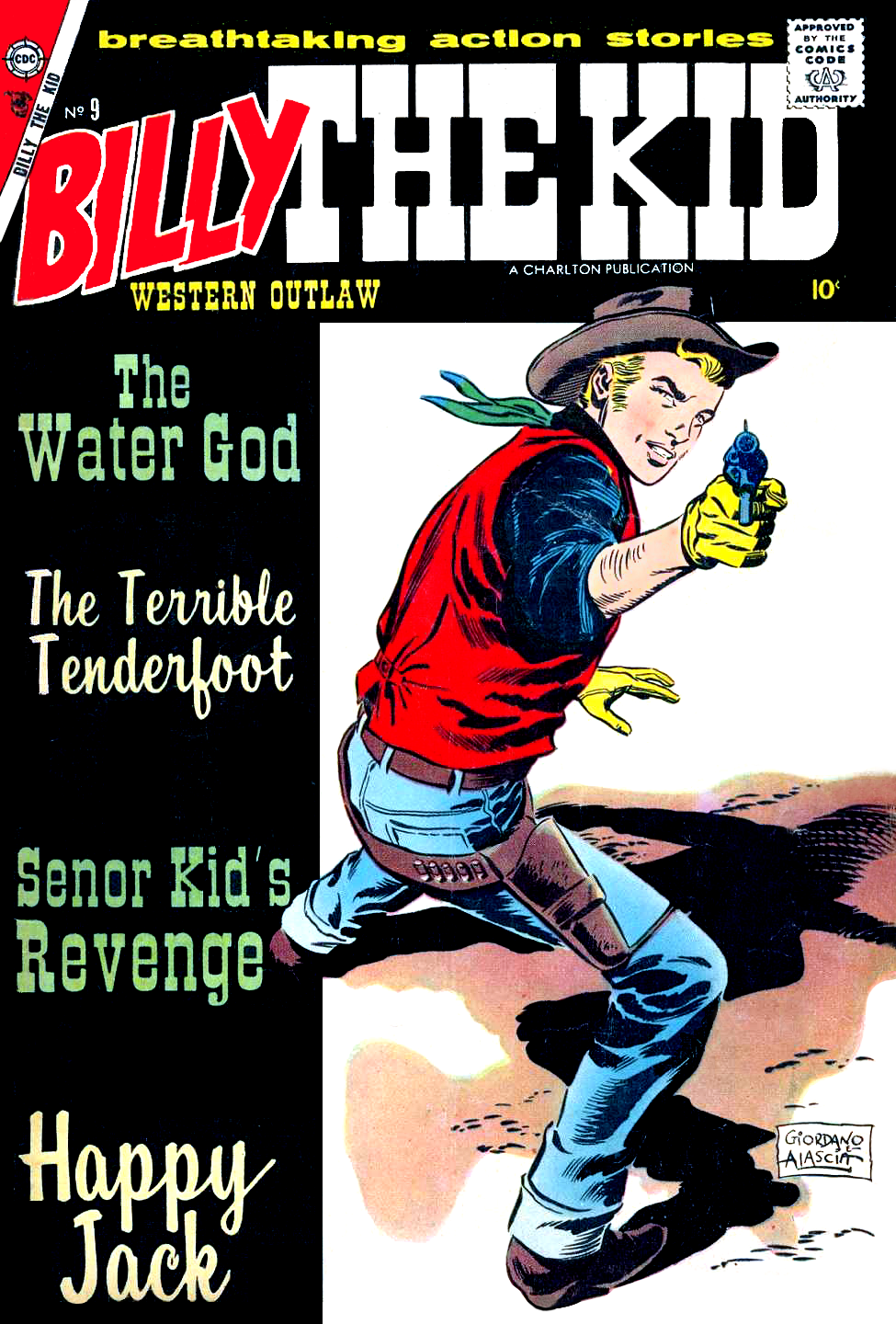
Capa da revista publicada pela Charlton Comics em 1957

Billy the Kid, apelido de famoso fora-da-lei estadunidense que viveu no Velho Oeste, teve varias adaptações como personagem de história em quadrinhos. O nome verdadeiro dele era William Henry Bonney e sua vida inspirou, além de quadrinhos de faroeste, inúmeros livros, filmes e canções, nos quais foi apresentado ora como herói, ora com vilão. 

## Estados Unidos
Toby Press

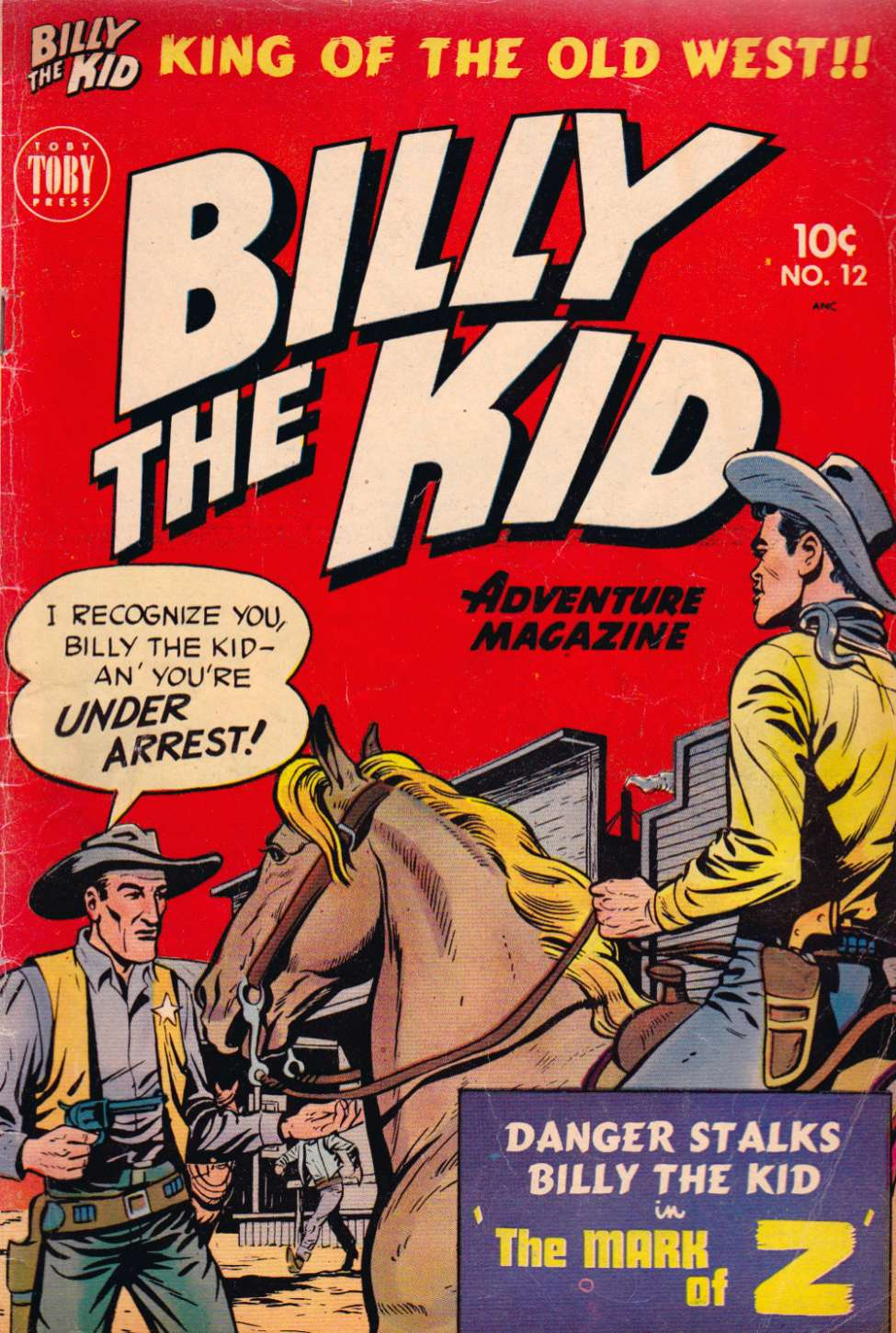
Billy the Kid Adventure Magazine #12, 1952, Toby Press

Entre 1950 e 1955, a editora Toby Press publicou a revista Billy the Kid Adventure Magazine.
Timely Comics
Billy the Kid estreou no número seis da revista que nas primeiras cinco edições (junho de 1955 - agosto de 1956) recebera o título de Masked Raider (que não deve ser confundido com o herói homônimo da Timely Comics, que apareceu em Marvel Mystery Comics), com o personagem que era um pistoleiro mascarado que cavalgava o alazão "Águia Dourada". A revista número 6 teve o título alterado para Masked Raider Presents Billy the Kid e que foi mantido por mais duas edições (a de número oito foi publicada com data de capa de julho de 1957). Com a edição de número 9, o título da revista passou para Billy the Kid: Western Outlaw, permanecendo assim até o número 37.
Billy the Kid teve dois intervalos de interrupção das publicações: o primeiro foi entre os números 121 e 122 (janeiro - agosto de 1977) e depois os números 123 e 124 (novembro de 1977 – fevereiro de 1978). Desse número em diante, foram publicadas apenas reprises.
Charlton Comics
Billy the Kid é o protagonista de uma série publicada pela editora estadunidense Charlton Comics, cujas aventuras baseadas em Billy the Kid são fictícias. A revista em que esse personagem apareceu pela primeira vez foi a número 6 da Masked Raider, com data da capa de fevereiro de 1957. A partir do número 9 o título da revista foi alterado para Billy the Kid e a série com o personagem continuou até o número 153, de março de 1983. 
Personagens de histórias secundárias que apareciam com regularidade foram "Bounty Hunter" Shawn O'Meara, Xerife Tenderfoot John Lind, Mr. Young Of The Boothill Gazette e Apache Red.
O roteirista regular da revista foi Joe Gill. Dentre os artistas figuram Pat Boyette, José Delbo, Jack Keller, Sanho Kim, Rocke Mastroserio, Charles Nicholas, Warren Sattler e Carl Wessler.;Aventuras secundárias
- The Cheyenne Kid aparaceu nas revistas 19, 117, 118, 127-129, 134, 135 e 138-141.
- Bounty Hunter (Shawn O'Meara) apareceu nos números #66-78, 80, 81, 83 e 87.
- Doc Holliday com aventuras fictícias que apareceram nas revistas 68, 77 e 86.
- Xerife Tenderfoot John Lind que apareceu nos números 73, 85, 90, 93, 147 e 152.
- Mr. Young of The Boothill Gazette, que apareceu nos números 88-98, 100, 102 e 104-110.
- Apache Red, que apareceu nos números 112, 114-116 e 119-123.

Dark Horse
Em 2005, a Dark Horse Comics publicou a minissérie de quatro edições Billy The Kid: Old Timey Oddities, escrita por Eric Powell e ilustrada por Kyle Hotz, em 2010 publicou a minissérie Billy the Kid´s Old Timey Oddities and the Ghastly Fiend of London, escrita por Powel e ilustrada pelo próprio Powell e Hotz, em 2012 foi a vez de Billy The Kid: Old Timey Oddities and the Orm of Loch Ness, escrita por Kyle Hotz, Tracy March e Eric Powell, com arte de Hotz, cores de Daniel Brown e capas de Hotz e Powell.

## Reino Unido

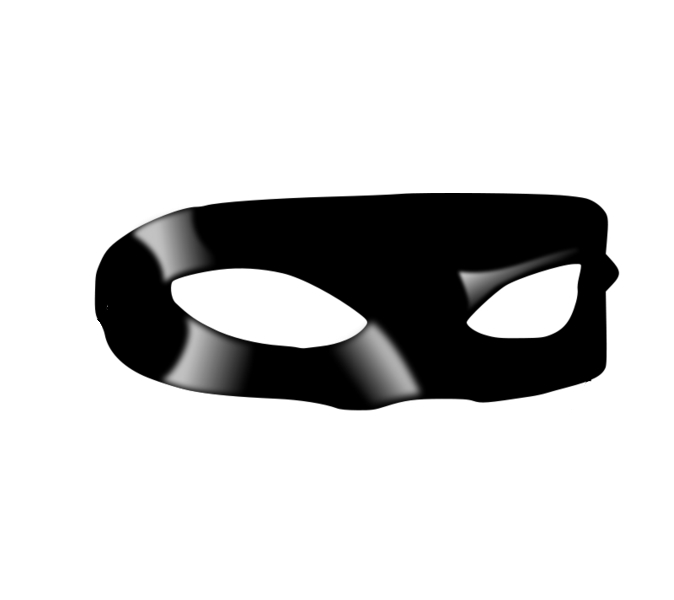
Na versão da revista The Sun, Billy the Kid se tornava um caubói mascarado.

Em 1952, Kid ganhou série de quadrinhos publicada pela revista The Sun, nessa versão, ilustrada por Geoff Campion, o personagem se vestia de negro e às vezes se transformava num caubói mascarado como o Lone Ranger, enquanto Lone Ranger tinha o grito "Hi-yo Silver, away!",  Billy the Kid tinha o "Yip! Yip! Hi-Yo!".

## Brasil
A partir da década de 1950, as editoras brasileiras La Selva e Rio Gráfica Editora publicaram histórias de Billy the Kid. Recebeu nomes variados como Bill Kid e Billy Kid (em Portugal, Vingador Negro). Uma das séries importadas foi a do jornal The Sun.  As publicações da La Selva começaram em 1952 e foram lançadas quase 150 edições de "Bill Kid" na longa série "Cômico Colegial". Nas revistas brasileiras, o personagem variava provavelmente devido ao uso de outras séries como a da editora estadunidense Toby Press que publicou 29 revistas com o título "Billy the Kid". Havia também as histórias em que o personagem era chamado de Billy, auxiliar de Wild Bill Hickok. As editoras brasileiras redesenharam outros personagens para lançá-los como "Billy". Um exemplo foi Kid Colt publicado pela Editora La Selva como "Billy Kid" (série revista do Texas número 20). Outra influência foi no nome de Rawhide Kid, mudado no Brasil para Billy Blue. Na década de 1970, foi publicado na coleção Personagens do Oeste da EBAL.

## Bélgica
Uma versão humorística de Billy the Kid aparece em Lucky Luke de Morris.

## Japão
O quadrinista japonês Rokuda Noboru criou uma mangá em três volumes dedicados a Billy the Kid.

## Itália
Roberto Recchioni e Riccardo Burchielli criaram a minissérie Garrett: Ucciderò ancora Billy the Kid,, em que Billy The Kid volta à vida após a morte, na forma de zumbi.